# Przeobrażenie tłuszczowo-woskowe
Przeobrażenie tłuszczowo-woskowe, saponifikacja (łac. saponificatio) – pośmiertny proces utrwalający, zachodzący w środowisku wilgotnym przy całkowitym braku dostępu powietrza, polegający na przemianie tkanki tłuszczowej w żółto-brunatne masy tłuszczowo-woskowe (adipocera), złożone z uwodornionych kwasów tłuszczowych z domieszką mydeł wapniowych i magnezowych.
Tłuszczowosk jest twardy, może mieć zabarwienie od szarobiałego do brunatnego. Najczęściej jest widoczny w miejscu tkanki podskórnej, lecz może występować wszędzie tam, gdzie znajdowała się tkanka tłuszczowa. Saponifikacja trwa od ok. kilku tygodni do kilku miesięcy. W procesie udział biorą endogenne lipazy oraz enzymy bakteryjne (szczególnie z Clostridium perfringens).
Przeobrażenie tłuszczowo-woskowe zostało po raz pierwszy opisane przez sir Thomasa Browne'a w jego rozprawie zatytułowanej Hydriotaphia, Urn Burial z 1658 roku.